# Фрэнкхэм, Дэвид
Дэвид Фрэнкхэм (англ. David Frankham; род. 16 февраля 1926) — британский актёр, ведущий новостей, продюсер и писатель.

## Биография
Дэвид Фрэнкхэм родился 16 февраля 1926 года.
После службы в Индии и Малайе во время Второй мировой войны Фрэнкхэм работал сначала читателем новостей, а затем писателем, интервьюером и продюсером на Би-би-си с 1948 по 1955 год.
В 1955 году Фрэнкхэм переехал в Голливуд, чтобы продолжить карьеру актёра. Вскоре он нашёл работу, появившись в пяти эпизодах прямой телевизионной программы «Театр дневного спектакля». Он неизменно работал на телевидении, а также появлялся в некоторых фильмах. Фрэнкхэм озвучил кота сержанта Тиббса в фильме Уолта Диснея «Сто один далматинец».
Он появлялся в гостевых ролях на американском телевидении с конца 1950-х по 1980-е годы. Его карьера достигла пика в 1960-х годах благодаря частым ролям в таких сериалах, как «Триллер», «Джи Тру», «Двенадцать часов ночи», затем в 1970-х годах в «Кэнноне», «Уолтонах» и «Макклауд».
В ноябре 2012 года автобиография Фрэнкхэма была опубликована BearManor Media.